# Фантастична четвірка: Перші кроки
«Фантастична четвірка: Перші кроки» (англ. The Fantastic Four: First Steps) — американський супергеройський фільм 2025 року про однойменну команду з комісків видавництва Marvel Comics. 37-ма кінострічка в «Кінематографічного всесвіті Marvel» і перший фільм його шостої фази. Виробництвом займається Marvel Studios, а поширенням — Walt Disney Studios Motion Pictures. Режисером виступив Метт Шекман.
Прем'єра фільму в США відбулася 25 липня 2025 року, а в Україні — 24 липня 2025 року.

## Сюжет
У 1964 році на Землі-828 світ відзначає четверту річницю становлення астронавтів Ріда Річардса, Сью Сторм, Бена Ґріма та Джонні Сторм супергеройською командою Фантастична четвірка після того, як вони отримали надлюдські здібності внаслідок впливу космічного випромінювання під час космічної місії. З того часу команда стала всесвітньо відомою, боролася з суперлиходіями, а винаходи Ріда Річардса сприяли технічному прогресу. Завдяки дипломатичній діяльності Сью Сторм у рамках організації «Фонд Майбутнього» було досягнуто демілітаризації та встановлення миру в більшості країн світу. Коли Рід і Сью оголошують, що чекають на дитину, людство починає готуватися до її появи, задаючись питанням, чи успадкує вона суперздібності батьків.
Через кілька місяців на Землю прибуває Срібний Серфер і попереджає, що планета приречена на знищення космічною істотою, яка пожирає світи, — Ґалактусом. Рід вивчає зникнення інших планет і підтверджує правдивість загрози. Команда вирішує знайти Ґалактуса до того, як він дістанеться Землі. Вони відстежують енергетичний слід Срібного Серфера і за допомогою надсвітлового (FTL) подорожування вирушають на іншу планету. Прибувши туди, вони стають свідками її знищення кораблем Ґалактуса і потрапляють у полон. Ґалактус зізнається, що страждає від вічного голоду, який змушує його поглинати планети. Він відчуває, що ще ненароджена дитина Ріда та Сью володіє колосальною космічною енергією, яка здатна звільнити його від цієї приреченості. У відповідь він пропонує пощадити Землю в обмін на дитину і штучно викликає в Сью пологи. Команда відмовляється від угоди, тікає з корабля та, використовуючи гравітацію нейтронної зорі (що знищує їхню FTL-систему), затримує переслідування Серфера й повертається на Землю. Під час польоту Сью народжує хлопчика, якого називають Франкліном.

## Акторський склад
| Актор             | Роль                           |
| ----------------- | ------------------------------ |
| Педро Паскаль     | Рід Річардс / Містер Фантастик |
| Ванесса Кірбі     | Сью Шторм / Невидима жінка     |
| Джозеф Квінн      | Джонні Шторм / Людина-факел    |
| Ебон Мосс-Бакрак  | Бен Ґрімм / Істота             |
| Джулія Гарнер     | Шалла Бел / Срібна Серферка    |
| Метью Вуд         | H.E.R.B.I.E.                   |
| Ральф Айнесон     | Ґалактус                       |
| Пол Волтер Гаузер | Людина-кріт                    |
| Наташа Ліонн      | Рейчел Розман                  |
| Сара Найлс        | Лінн                           |
| Марк Ґетісс       | Тед Гілберт телеведучий        |

Крім того Джон Малкович був обраний на роль Червоного Привида. Шекман похвалив гру Малковича, але сказав, що це один з багатьох епізодів, які були вирізані з фінальної версії.

## Виробництво

### Розробка
Після касового провалу «Фантастичної четвірки» 2015 року та розгромних рецензій критиків студія 20th Century Fox розпочала пошук «різних кутів», з яких можна було б по-новому поглянути на персонажів, замість того, щоб розробити черговий фільм про команду. В червні 2017 року Сет Грем-Сміт розпочав написання сценарію для нового фільму, який не був перезапуском франшизи. Сюжет обертався навколо Франкліна та Валерії Річардс, дітей членів оригінальної Фантастичної четвірки Ріда Річардса та Сью Шторм. Надихнувшись коміксом Ultimate Fantastic Four, Грем-Сміт мав намір додати в проєкт «дитячу атмосферу» і зробити фільм близьким за духом до «Суперсімейки» (2004), а також вписати в історію Істоту та Людину-факела. В основу сюжету ліг інший сценарій, адаптація «Герої дитячого садка» авторства Марка Міллара. У березні 2019 року The Walt Disney Company офіційно придбала 21st Century Fox, включаючи права на Фантастичну четвірку та Людей Ікс, які були передані її дочірній компанії Marvel Studios. Разом з тим було припинено роботу над фільмами Marvel, що розроблялися студією Fox.
До кінця серпня 2022 року Метт Шекман вступив у переговори з Marvel Studios на предмет постановки фільму. Серед інших кандидатів на пост режисера були Майкл Метьюз та Рід Каролін. У вересні 2022 року під час D23 Кевін Файгі підтвердив, що фільм зрежисує Шекман.

### Зйомки
Зйомки фільму розпочалися 30 липня 2024 року на студії Pinewood Studios у Букінгемширі, Англія, під робочою назвою «Блакитний місяць». Фільм знімався для IMAX, з Джессом Голом, який повернувся з WandaVision, як оператор. Шакман працював над тим, щоб фільм виглядав так, ніби його зняв Кубрик у 1965 році, використовуючи його об'єктиви та «підхід до зйомок, який більше відповідає тому часу». Були використані практичні декорації та реквізит; лабораторія Ріда була розділена на три секції, кожна з яких мала основний колір: червона кімната з винаходами для «дослідження»; жовта кімната з дошками для «мислення»; і синя кімната з комунікаційним обладнанням для «моніторингу». Декорації на Янсі-стріт включали різні «ретро» вітрини, такі як кошерні продукти та синагога. Практичний реквізит включав 14-футову (4,3 м) модель космічного корабля для створення ефекту мініатюризації, дистанційно керовану аніматроніку H.E.R.B.I.E., а також дві моделі Fantasticar команди: одна з них дозволяла знімати інтер'єр з акторами, а інша була «роздягнена» для використання в ефекційних кадрах. Фарахані сказав, що Fantasticar був заснований на «американських концепт-карах середини 60-х років, які насправді відсилали до європейських автомобілів», тоді як його акцентні елементи, такі як турбінні впускні отвори та елементи керування інтерфейсом, мають вигляд «ретромайбутнього» 1950-х років.
Натурні зйомки відбувалися в Durdle Door в Дорсеті, Англія, в середині жовтня. Ліонн закінчила зйомки своїх сцен пізніше того ж місяця.
Зйомки проходили з 19 по 22 листопада в Палаці конгресів в Ов'єдо, Іспанія, для сцен у штаб-квартирі Організації Об'єднаних Націй (ООН). Зйомки також проходили в шахті Міддлтон в Дербішир Дейлз, Англія, і завершилися наприкінці листопада.

## Прем'єра
Прем'єра фільму у США відбувся 25 липня 2025 року, а в Україні — 24 липня 2025 року. Спочатку прем'єра мала відбутися 15 лютого 2025 року.

## Виноски
1. ↑  Також «Фантастична 4: Перші кроки»